# Atletica leggera ai Giochi della XXII Olimpiade - 200 metri piani femminili

Video della Finale

I 200 metri piani hanno fatto parte del programma femminile di atletica leggera ai Giochi della XXII Olimpiade. La competizione si è svolta nei giorni 28-30 luglio 1980 allo Stadio Lenin di Mosca.

## Presenze ed assenze delle campionesse in carica
| Competizione      | Atleta               | Prestazione | Mosca 1980 |
| ----------------- | -------------------- | ----------- | ---------- |
| Olimpiadi 1976    | Bärbel Wöckel        | 22”37       | Presente   |
| Commonwealth 1978 | Denise Boyd          | 22”82 v     | Presente   |
| Europei 1978      | Ljudmila Kondrat'eva | 22”52       | Presente   |

### Assenti a causa del boicottaggio
| Competizione         | Atleta         | Prestazione |
| -------------------- | -------------- | ----------- |
| Africani 1978        | Hannah Afriyie | 23”01       |
| Panamericani 1979    | Evelyn Ashford | 22”24       |
| Coppa del mondo 1979 | Evelyn Ashford | 21”83       |

## La gara
I criteri di qualificazione sono più restrittivi rispetto a Montréal. Passano il primo turno solo le migliori 24 (invece di 32), per cui si disputano solo 3 Quarti di finale.

La campionessa europea in carica, Ludmila Kondratjeva, si è leggermente infortunata nella vittoriosa finale dei 100 metri e non si presenta ai blocchi. Manca anche la primatista mondiale Marita Koch, che ha deciso di dedicarsi solo ai 400 metri.

Nei Quarti la giovanissima (20 anni) Merlene Ottey prevale sulla favorita Bärbel Wöckel. Subito dopo la diciottenne Natalia Bochina stabilisce il nuovo record olimpico: 22”26.

Nella prima semifinale la giamaicana batte di nuovo la tedesca est (22”32 contro 22”54). La seconda serie è appannaggio di Romy Müller (22”72) sulla Bochina (22"75). 

In finale, Bärbel Wöckel parte da una non confortante corsia 1. Corre comunque una buona curva e si presenta sul rettilineo quasi appaiata a Natalia Bochina e a Merlene Ottey. Supera le avversarie di potenza e vince con il nuovo record olimpico. Le due inseguitrici sono appaiate: la Bochina si sporge fino quasi a cadere sul traguardo e prevale sulla Ottey di un solo centesimo.
Bärbel Wöckel è la terza velocista nella storia olimpica a vincere i 200 metri partendo dalla corsia 1. Prima di lei c'erano riuscite solo Fanny Blankers-Koen e Wilma Rudolph.

## Risultati

### Turni eliminatori
| 6 Batterie         | 28 luglio | 41 partenti   | Si qualificano le prime 3 + i 6 migliori tempi. |
| 3 Quarti di finale | 28 luglio | 8 + 8 + 8     | Si qualificano le prime 5 + il miglior tempo.   |
| 2 Semifinali       | 30 luglio | 8 + 8         | Si qualificano le prime 4.                      |
| Finale             | 30 luglio | 8 concorrenti |                                                 |

### Finale
Stadio Lenin, mercoledì 30 luglio.
| Pos | Paese            | Atleta          | Tempo |
| --- | ---------------- | --------------- | ----- |
|     | Germania Est     | Bärbel Wöckel   | 22”03 |
|     | Unione Sovietica | Natalia Bochina | 22”19 |
|     | Giamaica         | Merlene Ottey   | 22”20 |